# Flavio Cipolla
Flavio Cipolla, né le 20 octobre 1983 à Rome, est un joueur de tennis italien, professionnel depuis 2003.

## Carrière
Il a participé à ses premiers tournois du Grand Chelem en 2007. Il se qualifie pour les Internationaux de France et élimine Teymuraz Gabashvili (76e) au premier tour, qui abandonne à un jeu de la fin. Il affronte ensuite Rafael Nadal contre lequel il s'incline logiquement.
Sa seconde apparition dans un tableau principal a lieu en 2008 lors de l'US Open. Il accède au tableau final avec un statut de lucky loser après le forfait de Mikhail Youzhny, ce qui lui permet de bénéficier d'un tableau relativement dégagé et d'éliminer non sans mal Jan Hernych au premier tour (62-7, 6-4, 2-6, 7-60, 7-64), puis Lu Yen-hsun (6-1, 4-6, 7-62, 6-4). Il rencontre le 10e mondial Stanislas Wawrinka au troisième tour et mène contre toute attente 7-5, 7-64 avant de se faire battre en cinq sets (5-7, 64-7, 6-4, 6-0, 6-4) dans une fin de match sous tensions.
Lors de l'Open d'Australie 2009, il élimine Dmitri Toursounov, 30e mondial. En 2012, toujours à Melbourne, c'est Nikolay Davydenko qu'il bat au premier tour. À Roland-Garros, il pousse de nouveau Wawrinka en cinq sets en remontant un déficit de deux sets à zéro mais il finit par s'incliner.
Sa première victoire notable a été réalisée à Chennai en 2009 sur Stanislas Wawrinka, 16e (6-4, 6-1). Il a aussi battu Andy Roddick, 12e mondial, lors du Masters de Madrid (6-4, 67-7, 6-3) et Alexandr Dolgopolov, 19e à Pékin en 2011. Il bat une seconde fois Dolgopolov en 2012.
Ses meilleurs résultats dans des tournois ATP incluent un quart de finale à Estoril en 2008, à Belgrade en 2009, une demi-finale à Casablanca et un quart à Saint-Pétersbourg en 2012.
En 2016, il crée la surprise en remportant à plus de 32 ans son premier tournoi ATP en double à Istanbul, associé à Dudi Sela.
Il totalise 5 titres sur le circuit Challenger en simple : Turin en 2006, Trani et Gênes en 2007, Nouméa en 2008 et Burnie en 2011. En double, il a remporté 23 tournois.

## Palmarès

### Titre en double messieurs
| No | Date       | Nom et lieu du tournoi                 | Catégorie | Dotation  | Surface      | Partenaire | Finalistes                       | Score            |          |
| -- | ---------- | -------------------------------------- | --------- | --------- | ------------ | ---------- | -------------------------------- | ---------------- | -------- |
| 1  | 25-04-2016 | TEB BNP Paribas Istanbul Open Istanbul | ATP 250   | 426 530 € | Terre (ext.) | Dudi Sela  | Andrés Molteni Diego Schwartzman | 6-3, 5-7, [10-7] | Parcours |

## Parcours dans les tournois duGrand Chelem

### En simple
| Année | Open d'Australie | Open d'Australie | Internationaux de France | Internationaux de France | Wimbledon       | Wimbledon       | US Open         | US Open          |
| ----- | ---------------- | ---------------- | ------------------------ | ------------------------ | --------------- | --------------- | --------------- | ---------------- |
| 2007  | —                | —                | 2e tour (1/32)           | Rafael Nadal             | —               | —               | —               | —                |
| 2008  | —                | —                | —                        | —                        | —               | —               | 3e tour (1/16)  | S. Wawrinka      |
| 2009  | 2e tour (1/32)   | Tommy Haas       | —                        | —                        | —               | —               | 1er tour (1/64) | Julien Benneteau |
| 2010  | —                | —                | —                        | —                        | —               | —               | —               | —                |
| 2011  | 1er tour (1/64)  | J. M. del Potro  | —                        | —                        | 1er tour (1/64) | J. M. del Potro | 2e tour (1/32)  | A. Dolgopolov    |
| 2012  | 2e tour (1/32)   | Feliciano López  | 1er tour (1/64)          | S. Wawrinka              | 1er tour (1/64) | Íñigo Cervantes | 2e tour (1/32)  | Jack Sock        |
| 2013  | 1er tour (1/64)  | Tobias Kamke     | —                        | —                        | —               | —               | —               | —                |

N.B. : à droite du résultat se trouve le nom de l'ultime adversaire.

### En double
| Année | Open d'Australie          | Open d'Australie     | Internationaux de France | Internationaux de France | Wimbledon                    | Wimbledon                    | US Open                    | US Open              |
| ----- | ------------------------- | -------------------- | ------------------------ | ------------------------ | ---------------------------- | ---------------------------- | -------------------------- | -------------------- |
| 2008  | —                         | —                    | —                        | —                        | 2e tour (1/16) D. Gremelmayr | J. Björkman K. Ullyett       | —                          | —                    |
| 2009  | —                         | —                    | —                        | —                        | —                            | —                            | —                          | —                    |
| 2010  | —                         | —                    | —                        | —                        | —                            | —                            | —                          | —                    |
| 2011  | —                         | —                    | —                        | —                        | 1er tour (1/32) P. Lorenzi   | G. Dimitrov D. Toursounov    | —                          | —                    |
| 2012  | 2e tour (1/16) D. Istomin | E. Butorac B. Soares | 1er tour (1/32) A. Seppi | M. Ebden R. Harrison     | 1er tour (1/32) F. Fognini   | B. Reynolds I. Van der Merwe | 1er tour (1/32) F. Fognini | J. Marray F. Nielsen |
| 2013  | 2e tour (1/16) A. Seppi   | Bob Bryan Mike Bryan | —                        | —                        | —                            | —                            | —                          | —                    |
| 2017  | —                         | —                    | —                        | —                        | 2e tour (1/16) I. Bozoljac   | O. Marach Mate Pavić         | —                          | —                    |

N.B. : le nom du ou de la partenaire se trouve sous le résultat ; le nom des ultimes adversaires se trouve à droite.

## Parcours dans lesMasters 1000
| Année | Indian Wells         | Miami                | Monte-Carlo          | Rome                 | Hambourg puis Madrid | Canada                | Cincinnati | Madrid puis Shanghai | Paris |
| ----- | -------------------- | -------------------- | -------------------- | -------------------- | -------------------- | --------------------- | ---------- | -------------------- | ----- |
| 2008  | —                    | —                    | —                    | 1er tour N. Almagro  | —                    | —                     | —          | —                    | —     |
| 2009  | —                    | —                    | 1er tour Marin Čilić | 1er tour Marin Čilić | —                    | —                     | —          | —                    | —     |
| 2011  | 1er tour X. Malisse  | —                    | —                    | 1er tour I. Ljubičić | 2e tour M. Llodra    | 1er tour N. Davydenko | —          | —                    | —     |
| 2012  | 1er tour R. Harrison | 1er tour C.-M. Stebe | —                    | —                    | —                    | —                     | —          | —                    | —     |

N.B. : sous le résultat se trouve le nom de l’ultime adversaire.